# Filmjahr 1994
Liste der Filmjahre

◄◄ | ◄ | 1990 | 1991 | 1992 | 1993 | Filmjahr 1994 | 1995 | 1996 | 1997 | 1998 | ► | ►►

Weitere Ereignisse

## Ereignisse
- 22. März: Steven Spielbergs Holocaust-Drama Schindlers Liste wird mit sieben Academy Awards ausgezeichnet, unter anderem in der Kategorie Bester Film.
- 15. Juni: Uraufführung von Der König der Löwen (Regie: Roger Allers und Rob Minkoff). Mit einem Einspielergebnis von mehr als einer Milliarde US-Dollar (inflationsbereinigt) erweist sich diese Disney-Produktion in den Folgejahren als kommerziell erfolgreichster klassischer Zeichentrickfilm.
- George Lucas beginnt mit den Arbeiten zu den Prequels seiner Star Wars Saga.
- Steven Spielberg, Jeffrey Katzenberg und David Geffen gründen die Filmproduktionsfirma DreamWorks.
- Stefan Arndt, Wolfgang Becker, Dani Levy und Tom Tykwer gründen die Filmproduktionsfirma X Filme Creative Pool.
- Die Sieger der Bravo Otto Leserwahl 1994:
  - Kategorie – männliche Filmstars: Gold Keanu Reeves, Silber Tom Hanks, Bronze Kevin Costner
  - Kategorie – weibliche Filmstars: Gold Whoopi Goldberg, Silber Julia Roberts, Bronze Winona Ryder

## Top 10 der erfolgreichsten Filme

### In Deutschland
Die zehn erfolgreichsten Filme an den deutschen Kinokassen nach Besucherzahlen (Stand: 25. Mai 2010):
| Platz | Filmtitel                                     | Besucher   |
| ----- | --------------------------------------------- | ---------- |
| 1.    | Der König der Löwen                           | 11.333.217 |
| 2.    | Forrest Gump                                  | 7.615.026  |
| 3.    | Der bewegte Mann                              | 6.565.342  |
| 4.    | Flintstones – Die Familie Feuerstein          | 6.317.627  |
| 5.    | Schindlers Liste                              | 6.096.689  |
| 6.    | Mrs. Doubtfire – Das stachelige Kindermädchen | 5.553.302  |
| 7.    | Vier Hochzeiten und ein Todesfall             | 4.638.309  |
| 8.    | Free Willy – Ruf der Freiheit                 | 3.460.526  |
| 9.    | Philadelphia                                  | 3.314.638  |
| 10.   | Die nackte Kanone 33⅓                         | 3.270.200  |

### In Österreich
Die zehn erfolgreichsten Filme an den österreichischen Kinokassen nach Besucherzahlen:
| Platz | Filmtitel                         | Besucher    |
| ----- | --------------------------------- | ----------- |
| 1.    | Familie Feuerstein                | 760.000     |
| 2.    | Schindlers Liste                  | 635.000     |
| 3.    | Der König der Löwen               | 630.000     |
| 4.    | Mrs. Doubtfire                    | 609.202     |
| 5.    | Forrest Gump                      | 495.000     |
| 6.    | Vier Hochzeiten und ein Todesfall | 450.000     |
| 7.    | True Lies                         | 370.000     |
| 8.    | Free Willy                        | 341.618     |
| 9.    | Die nackte Kanone 33⅓             | 330.000     |
| 10.   | Speed                             | ca. 300.000 |

Die Zahl für den König der Löwen bezieht sich lediglich auf 1994.

### In den Vereinigten Staaten
| Platz | Filmtitel                             | Einnahmen     |
| ----- | ------------------------------------- | ------------- |
| 1.    | Forrest Gump                          | 329.694.499 $ |
| 2.    | Der König der Löwen                   | 312.855.561 $ |
| 3.    | True Lies – Wahre Lügen               | 146.282.411 $ |
| 4.    | Santa Clause – Eine schöne Bescherung | 144.833.357 $ |
| 5.    | Flintstones – Die Familie Feuerstein  | 130.531.710 $ |
| 6.    | Dumm und Dümmer                       | 127.175.374 $ |
| 7.    | Das Kartell                           | 122.012.656 $ |
| 8.    | Speed                                 | 121.248.145 $ |
| 9.    | Die Maske                             | 119.938.730 $ |
| 10.   | Pulp Fiction                          | 107.928.762 $ |

## Filmpreise

### Golden Globe Award
Am 22. Januar findet im Beverly Hilton Hotel in Los Angeles die Golden-Globe-Verleihung statt.
- Bestes Drama: Schindlers Liste von Steven Spielberg
- Bestes Musical/Komödie: Mrs. Doubtfire – Das stachelige Kindermädchen von Chris Columbus
- Bester Schauspieler (Drama): Tom Hanks in Philadelphia
- Beste Schauspielerin (Drama): Holly Hunter in Das Piano
- Bester Schauspieler (Musical/Komödie): Robin Williams in Mrs. Doubtfire – Das stachelige Kindermädchen
- Beste Schauspielerin (Musical/Komödie): Angela Bassett in Tina – What’s Love Got to Do with It?
- Bester Nebendarsteller: Tommy Lee Jones in Auf der Flucht
- Beste Nebendarstellerin: Winona Ryder in Zeit der Unschuld
- Bester Regisseur: Steven Spielberg für Schindlers Liste
- Cecil B. DeMille Award: Robert Redford

### Oscar
Die Oscarverleihung findet am 21. März im Dorothy Chandler Pavilion in Los Angeles statt. Moderatorin ist Whoopi Goldberg
- Bester Film: Schindlers Liste von Steven Spielberg, Gerald R. Molen, Branko Lustig
- Bester Hauptdarsteller: Tom Hanks in Philadelphia
- Beste Hauptdarstellerin: Holly Hunter in Das Piano
- Bester Regisseur: Steven Spielberg für Schindlers Liste
- Bester Nebendarsteller: Tommy Lee Jones in Auf der Flucht
- Beste Nebendarstellerin: Anna Paquin in Das Piano
- Beste Kamera: Janusz Kamiński für Schindlers Liste
- Beste Filmmusik: John Williams für Schindlers Liste
- Bester fremdsprachiger Film: Belle Epoque von Fernando Trueba
- Ehrenoscar: Deborah Kerr

Vollständige Liste der Preisträger

### Internationale Filmfestspiele von Cannes 1994
Das Festival beginnt am 12. Mai und endet am 23. Mai. Die Jury unter Präsident Clint Eastwood vergibt folgende Preise:
- Goldene Palme: Pulp Fiction von Quentin Tarantino
- Bester Schauspieler: Ge You in Leben!
- Beste Schauspielerin: Virna Lisi in Die Bartholomäusnacht
- Beste Regie: Nanni Moretti für Liebes Tagebuch…
- Goldene Kamera: Pascale Ferran für Die Sandburg
- Großer Preis der Jury: Leben! von Zhang Yimou und Die Sonne, die uns täuscht von Nikita Michalkow

### Internationale Filmfestspiele Berlin 1994
Das Festival beginnt am 10. Februar und endet am 21. Februar. Die Jury unter Präsident Jeremy Thomas vergibt folgende Preise:
- Goldener Bär: Im Namen des Vaters von Jim Sheridan
- Bester Schauspieler: Tom Hanks in Philadelphia
- Beste Schauspielerin: Crissy Rock in Ladybird, Ladybird
- Bester Regisseur: Krzysztof Kieślowski für Drei Farben: Weiß

### Filmfestspiele von Venedig
Das Festival beginnt am 1. September und endet am 12. September. Die Jury unter Präsident David Lynch vergibt folgende Preise:
- Goldener Löwe: Vive l’Amour – Es lebe die Liebe von Ming-liang Tsai und Vor dem Regen von Milčo Mančevski
- Bester Schauspieler: Yu Xia in Yangguang Canlan de Rizi
- Beste Schauspielerin: Maria de Medeiros in Geschwister

### Deutscher Filmpreis
- Bester Film: Kaspar Hauser von Peter Sehr
- Beste Regie: Peter Sehr für Kaspar Hauser
- Beste Hauptdarstellerin: Christiane Hörbiger für Alles auf Anfang und Tafelspitz
- Bester Hauptdarsteller: André Eisermann für Kaspar Hauser

### César
- Bester Film: Smoking / No Smoking von Alain Resnais
- Beste Regie: Alain Resnais für Smoking / No smoking
- Bester Hauptdarsteller: Pierre Arditi für Smoking / No smoking
- Beste Hauptdarstellerin: Juliette Binoche für Drei Farben: Blau
- Bester Nebendarsteller: Fabrice Luchini für Alles für die Liebe
- Beste Nebendarstellerin: Valérie Lemercier für Die Besucher
- Bester ausländischer Film: Das Piano von Jane Campion

### British Academy Film Award
- Bester Film: Schindlers Liste von Steven Spielberg
- Beste Regie: Steven Spielberg für Schindlers Liste
- Bester Hauptdarsteller: Anthony Hopkins für Was vom Tage übrig blieb
- Beste Hauptdarstellerin: Holly Hunter für Das Piano
- Bester Nebendarsteller: Ralph Fiennes für Schindlers Liste
- Beste Nebendarstellerin: Miriam Margolyes für Zeit der Unschuld
- Bester nicht-englischsprachiger Film: Lebewohl, meine Konkubine von Chen Kaige

### New York Film Critics Circle Award
- Bester Film: Quiz Show von Robert Redford
- Beste Regie: Quentin Tarantino für Pulp Fiction
- Bester Hauptdarsteller: Paul Newman in Nobody’s Fool – Auf Dauer unwiderstehlich
- Beste Hauptdarstellerin: Linda Fiorentino in Die letzte Verführung
- Bester Nebendarsteller: Martin Landau in Ed Wood
- Beste Nebendarstellerin: Dianne Wiest in Bullets Over Broadway
- Beste Kamera: Stefan Czapsky für Ed Wood
- Bester ausländischer Film: Drei Farben: Rot von Krzysztof Kieślowski

### National Board of Review
- Bester Film: Forrest Gump von Robert Zemeckis und Pulp Fiction von Quentin Tarantino
- Beste Regie: Quentin Tarantino für Pulp Fiction
- Bester Hauptdarsteller: Tom Hanks in Forrest Gump
- Beste Hauptdarstellerin: Miranda Richardson in Tom & Viv
- Bester Nebendarsteller: Gary Sinise in Forrest Gump
- Beste Nebendarstellerin: Rosemary Harris in Tom & Viv
- Beste Schauspielensemble: Prêt-à-Porter von Robert Altman
- Bester fremdsprachiger Film: Eat Drink Man Woman von Ang Lee

### Los Angeles Film Critics Association Awards
- Bester Film: Pulp Fiction von Quentin Tarantino
- Beste Regie: Quentin Tarantino für Pulp Fiction
- Bester Hauptdarsteller: John Travolta in Pulp Fiction
- Beste Hauptdarstellerin: Jessica Lange in Operation Blue Sky
- Bester Nebendarsteller: Martin Landau in Ed Wood
- Beste Nebendarstellerin: Dianne Wiest in Bullets Over Broadway
- Bester fremdsprachiger Film: Drei Farben: Rot von Krzysztof Kieślowski

### Jupiter
- Bester Film international: Jurassic Park von Steven Spielberg
- Bester deutscher Film: Stalingrad von Joseph Vilsmaier
- Bester Regisseur: Steven Spielberg für Jurassic Park
- Bester Darsteller: Clint Eastwood in In the Line of Fire – Die zweite Chance
- Beste Darstellerin: Winona Ryder in Das Geisterhaus und Zeit der Unschuld

### Sundance
- Großer Preis der Jury: What Happened Was... von Tom Noonan
- Publikumspreis (Drama): David O. Russell für Spanking the Monkey

### Weitere Filmpreise und Auszeichnungen
- AFI Life Achievement Award: Jack Nicholson
- Amanda: Ferien mit einer Leiche von Nils Gaup (Bester norwegischer Film), Schindlers Liste von Steven Spielberg (Bester ausländischer Film)
- American Comedy Awards: Robin Williams in Mrs. Doubtfire – Das stachelige Kindermädchen (Lustigster Hauptdarsteller), Meg Ryan in Schlaflos in Seattle (Lustigste Hauptdarstellerin), Charles Grodin in Dave (Lustiger Nebendarsteller), Lily Tomlin in Short Cuts (Lustigste Nebendarstellerin)
- American Society of Cinematographers Award: Roger Deakins für Die Verurteilten
- Australian Film Institute Award: Muriels Hochzeit von P. J. Hogan (Bester australischer Film), Vier Hochzeiten und ein Todesfall von Mike Newell (Bester ausländischer Film)
- Brussels International Fantastic Film Festival: Ein schräger Vogel von Stephan Elliott
- David di Donatello: Liebes Tagebuch… (Bester italienischer Film) und Im Namen des Vaters (Bester ausländischer Film)
- Deutscher Kritikerpreis: Corinna Harfouch
- Directors Guild of America Award: Steven Spielberg für Schindlers Liste, Robert Altman (Lebenswerk)
- Ernst-Lubitsch-Preis: Katja von Garnier für Abgeschminkt!
- Europäischer Filmpreis: Lamerica von Gianni Amelio
- Evening Standard British Film Award: Raining Stones von Ken Loach
- Genie Award: Exotica von Atom Egoyan
- Gilde-Filmpreis: Drei Farben: Blau von Krzysztof Kieślowski (Gold ausländischer Film), Das Geisterhaus von Bille August (Gold deutscher Film), Viel Lärm um nichts von Kenneth Branagh (Silber ausländischer Film), Kaspar Hauser von Peter Sehr (Silber deutscher Film)
- Independent Spirit Awards 1994: Short Cuts von Robert Altman (Bester Film) und Das Piano von Jane Campion (Bester ausländischer Film)
- Louis-Delluc-Preis: Wilde Herzen von André Téchiné
- MTV Movie Awards: Menace II Society von Allen Hughes und Albert Hughes
- Nastro d’Argento: Liebes Tagebuch… von Nanni Moretti und Short Cuts von Robert Altman
- National Society of Film Critics Award: Schindlers Liste von Steven Spielberg
- People’s Choice Award: Jurassic Park von Steven Spielberg (Bester Film), Die Firma von Sydney Pollack (Bestes Filmdrama), Mrs. Doubtfire von Chris Columbus (Beste Filmkomödie), Tom Cruise (Populärster dramatischer Schauspieler), Robin Williams (Populärster komödiantischer Schauspieler), Julia Roberts (Populärste dramatische Schauspielerin), Whoopi Goldberg (Populärste komödiantische Schauspielerin)
- Political Film Society Award für Demokratie: Rapa Nui – Rebellion im Paradies von Kevin Reynolds
- Political Film Society Award für Frieden: Das Baumhaus von Jon Avnet
- Political Film Society Award für Menschenrechte: Go Fish von Rose Troche
- Preis der deutschen Filmkritik: Paul Bowles – Halbmond von Irene von Alberti und Frieder Schlaich
- Robert: Das Geisterhaus von Bille August (Bester dänischer Film), Das Piano von Jane Campion (Bester ausländischer Film)
- Festival Internacional de Cine de Donostia-San Sebastián: Deine Zeit läuft ab, Killer von Imanol Uribe (Goldene Muschel)
- Toronto International Film Festival: Der Priester von Antonia Bird (Publikumspreis)
- Vancouver International Film Festival: Drei Farben: Rot von Krzysztof Kieślowski
- Verleihförderpreis des Internationalen Filmfestivals Freiburg: Neues Spiel, neues Glück (Kosh ba kosh) von Bachtijor Chudoinasarow
- Internationales Filmfestival Warschau: Arizona Dream von Emir Kusturica (Publikumspreis)
- Wiener Filmpreis: Ich gelobe von Wolfgang Murnberger
- Writers Guild of America Award: Das Piano von Jane Campion (Bestes Originaldrehbuch), Schindlers Liste von Steven Zaillian (Bestes adaptiertes Drehbuch)

## Geburtstage

### Januar bis Juni

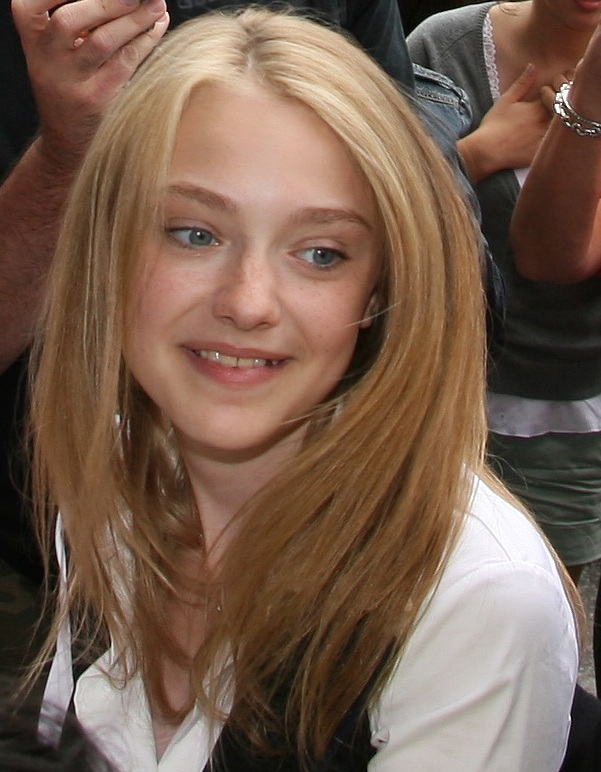
Dakota Fanning (* 23. Februar)

- 14. Januar: Vivien Wulf, deutsche Schauspielerin
- 21. Januar: Marny Kennedy, australische Schauspielerin
- 21. Januar: Booboo Stewart, US-amerikanischer Schauspieler und Sänger

- 06. Februar: Charlie Heaton, britischer Schauspieler
- 07. Februar: Elisa Schlott, deutsche Schauspielerin
- 10. Februar: Makenzie Vega, US-amerikanische Schauspielerin
- 23. Februar: Dakota Fanning, US-amerikanische Schauspielerin
- 23. Februar: Klaus Steinbacher, deutscher Schauspieler
- 27. Februar: Sebastian Fitzner, deutscher Synchronsprecher
- 22. März: Luise von Finckh, deutsche Schauspielerin

- 09. April: Joey Pollari, US-amerikanischer Schauspieler
- 12. April: Moisés Arias, US-amerikanischer Schauspieler
- 12. April: Saoirse Ronan, irische Schauspielerin
- 16. April: Liliana Mumy, US-amerikanische Schauspielerin
- 21. April: Helge Mark Lodder, deutscher Schauspieler, Musicaldarsteller und TikTok-Creator

- 04. Mai: Alexander Gould, US-amerikanischer Schauspieler
- 16. Mai: Miles Heizer, US-amerikanischer Schauspieler
- 27. Mai: Ethan Dampf, US-amerikanischer Schauspieler

- 08. Juni: Nick Benson, US-amerikanischer Schauspieler
- 10. Juni: Thomas Prenn, italienischer Schauspieler
- 11. Juni: Ivana Baquero, spanische Schauspielerin
- 15. Juni: Alice Englert, australische Schauspielerin
- 16. Juni: Caitlyn Taylor Love, US-amerikanische Schauspielerin und Sängerin

### Juli bis Dezember
- 18. Juli: Lee You-mi, südkoreanische Schauspielerin

- 09. August: Forrest Landis, US-amerikanischer Schauspieler
- 17. August: Taissa Farmiga, US-amerikanische Schauspielerin

- 19. September: Alex Etel, britischer Schauspieler
- 25. September: Jansen Panettiere, US-amerikanischer Schauspieler und Synchronsprecher († 2023)

- 04. Oktober: Cheyenne Pahde, deutsche Schauspielerin
- 04. Oktober: Valentina Pahde, deutsche Schauspielerin
- 27. Oktober: Cooper Pillot, US-amerikanischer Schauspieler

- 17. November: Raquel Castro, US-amerikanische Schauspielerin
- 22. November: Dacre Montgomery, australischer Schauspieler

- 03. Dezember: Jake T. Austin, US-amerikanischer Schauspieler

### Tag unbekannt
- Malene Becker, deutsche Schauspielerin
- Elisabeth Böhm, deutsche Schauspielerin
- László Branko Breiding, deutscher Schauspieler
- Silvana Damm, deutsche Schauspielerin
- Maria Dragus, deutsche Schauspielerin
- Jasper Engelhardt, deutscher Schauspieler
- Lennart Flechtner, deutscher Synchronsprecher
- Marlon Flechtner, deutscher Synchronsprecher
- Philip Froissant, deutscher Schauspieler
- Senita Huskić, deutsch-bosnische Schauspielerin
- Katja Hutko, belarussische Schauspielerin
- Janosch Lencer, deutscher Schauspieler
- Lucas Lentes, deutscher Schauspieler und Fotograf
- Laurenz Lerch, deutscher Schauspieler
- Leslie-Vanessa Lill, deutsche Schauspielerin und Synchronsprecherin
- Paul Lux, deutscher Schauspieler
- Eva Nürnberg, deutsche Schauspielerin
- Aylin Öcal, deutsche Schauspielerin
- Aaron Pierre, britischer Film- und Theaterschauspieler
- Robin Schick, deutscher Schauspieler
- Ludwig Zimmeck, deutscher Schauspieler

## Verstorbene

### Januar bis März
Januar

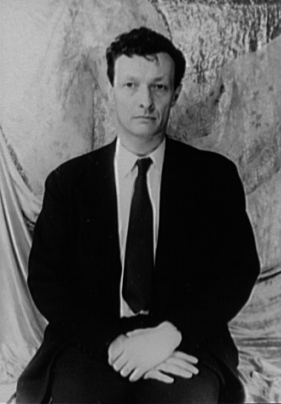
Jean-Louis Barrault († 22. Januar)

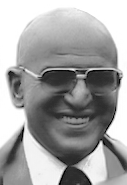
Telly Savalas († 22. Januar)

- 01. Januar: Cesar Romero, US-amerikanischer Schauspieler (* 1907)
- 03. Januar: Heather Sears, britische Schauspielerin (* 1935)
- 07. Januar: Llewellyn Rees, britischer Schauspieler (* 1901)
- 09. Januar: Madge Ryan, australische Schauspielerin (* 1919)
- 12. Januar: Samuel Bronston, US-amerikanischer Produzent (* 1908)
- 14. Januar: Esther Ralston, US-amerikanische Schauspielerin (* 1902)
- 14. Januar: Nubar Terziyan, türkischer Schauspieler (* 1909)
- 15. Januar: Martin Kosleck, deutsch-amerikanischer Schauspieler (* 1904)
- 22. Januar: Jean-Louis Barrault, französischer Schauspieler und Regisseur (* 1910)
- 22. Januar: Telly Savalas, amerikanischer Schauspieler (* 1924)
- 25. Januar: Ludwig Gesek, österreichischer Filmwissenschaftler (* 1904)
- 27. Januar: Claude Akins, US-amerikanischer Schauspieler (* 1918)

Februar
- 01. Februar: Olan Soulé, US-amerikanischer Schauspieler und Synchronsprecher (* 1909)
- 06. Februar: Joseph Cotten, US-amerikanischer Schauspieler (* 1905)
- 09. Februar: Jarmila Novotná, tschechische Schauspielerin (* 1907)
- 11. Februar: Sorrell Booke, US-amerikanischer Schauspieler (* 1930)
- 11. Februar: William Conrad, US-amerikanischer Schauspieler und Sprecher (* 1920)
- 13. Februar: Edgar Ott, deutscher Schauspieler und Synchronsprecher (* 1929)
- 15. Februar: Pinuccio Ardia, italienischer Schauspieler (* 1914)
- 19. Februar: Derek Jarman, britischer Regisseur (* 1942)
- 28. Februar: Jürgen von Alten, deutscher Schauspieler und Regisseur (* 1903)

März
- 02. März: Anita Morris, US-amerikanische Schauspielerin (* 1943)
- 04. März: John Candy, kanadischer Komiker und Schauspieler (* 1950)
- 06. März: Melina Mercouri, griechische Schauspielerin, Sängerin und Politikerin (* 1925)
- 06. März: Tengis Abuladse, georgischer Filmregisseur (* 1924)
- 09. März: Fernando Rey, spanischer Schauspieler (* 1917)
- 15. März: Jürgen von Manger, deutscher Schauspieler und Komiker (Adolf Tegtmeier) (* 1923)
- 21. März: Lili Damita, französische Schauspielerin (* 1904)
- 21. März: Dack Rambo, US-amerikanischer Schauspieler (* 1941)
- 22. März: Walter Lantz, US-amerikanischer Zeichentrickfilmer (* 1899)
- 23. März: Giulietta Masina, italienische Schauspielerin (* 1921)
- 29. März: Paul Grimault, französischer Zeichentrickfilmer und Regisseur (* 1905)

### April bis Juni
April
- 02. April: Geoffrey Muller, britischer Filmeditor (* 1916)
- 04. April: Kurt Meistel, österreichischer Schauspieler und Regisseur (* 1912)
- 05. April: Marlon Riggs, US-amerikanischer Filmproduzent (* 1957)
- 10. April: Frank V. Phillips, US-amerikanischer Kameramann (* 1912)
- 16. April: Oscar Blando, italienischer Schauspieler (* 1924)
- 16. April: Ron Vawter, US-amerikanischer Schauspieler (* 1948)
- 20. April: Jean Carmet, französischer Schauspieler (* 1920)
- 24. April: Margot Trooger, deutsche Schauspielerin (* 1923)
- 27. April: Lynne Frederick, britische Schauspielerin (* 1954)

Mai
- 08. Mai: George Peppard, US-amerikanischer Schauspieler (* 1928)
- 11. Mai: Timothy Carey, US-amerikanischer Schauspieler und Regisseur (* 1929)
- 13. Mai: Henry Jessen, dänischer Schauspieler (* 1919)
- 15. Mai: Gilbert Roland, US-amerikanischer Schauspieler (* 1905)
- 16. Mai: Alain Cuny, französischer Schauspieler (* 1908)
- 21. Mai: Ștefan Tapalagă, rumänischer Schauspieler (* 1933)
- 29. Mai: Joseph Janni, britischer Drehbuchautor und Produzent (* 1916)

Juni
- 04. Juni: Stephen McNally, US-amerikanischer Schauspieler (* 1913)
- 06. Juni: Barry Sullivan, US-amerikanischer Schauspieler (* 1912)
- 12. Juni: Christopher Collins, US-amerikanischer Schauspieler (* 1949)
- 13. Juni: Nadja Gray, rumänisch-österreichische Schauspielerin (* 1923)
- 14. Juni: Henry Mancini, US-amerikanischer Komponist (* 1924)
- 21. Juni: Walter Riml, österreichischer Kameramann (* 1905)

### Juli bis September
Juli

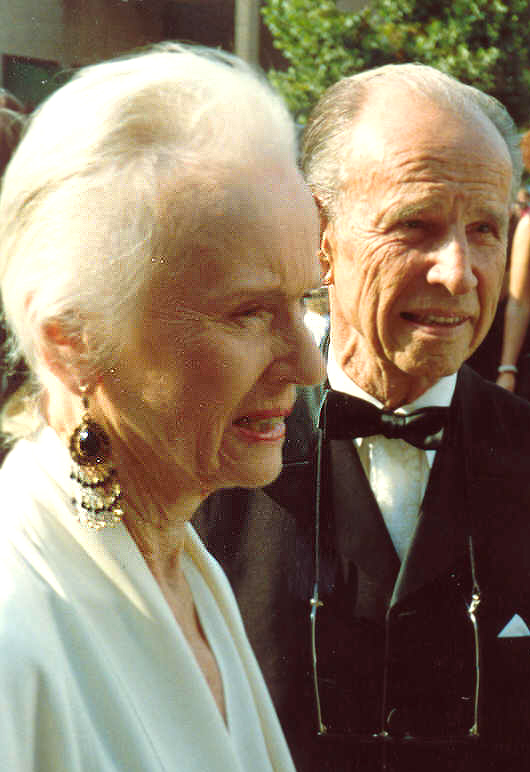
Jessica Tandy († 11. September)

- 01. Juli: Hedda Zinner, deutsche Schauspielerin und Rundfunkleiterin (* 1904)
- 03. Juli: Nino Borghi, italienischer Szenenbildner (* 1918)
- 06. Juli: Cameron Mitchell, US-amerikanischer Schauspieler (* 1918)
- 08. Juli: Christian-Jaque, französischer Regisseur (* 1904)
- 18. Juli: Gottfried Reinhardt, österreichisch-amerikanischer Produzent (* 1913)
- 23. Juli: Mario Brega, italienischer Schauspieler (* 1923)
- 23. Juli: Hans J. Salter, österreichischer Filmkomponist (* 1896)
- 26. Juli: Ernst Schröder, deutscher Schauspieler (* 1915)
- 26. Juli: Terry Scott, britischer Schauspieler (* 1927)

August
- 03. August: Innokenti Smoktunowski, russischer Schauspieler (* 1925)
- 11. August: Peter Cushing, britischer Schauspieler (* 1913)
- 12. August: Gene Cherico, US-amerikanischer Jazz-Bassist und Filmkomponist (* 1935)
- 20. August: Aleksandar Petrović, jugoslawischer Regisseur (* 1929)
- 23. August: Zoltán Fábri, ungarischer Regisseur (* 1917)
- 30. August: Lindsay Anderson, britischer Regisseur (* 1923)

September
- 06. September: Wolf Donner, ehemaliger Leiter der Berlinale (* 1939)
- 06. September: Michele Gandin, italienischer Kurzfilmdokumentarist und Filmjournalist (* 1914)
- 06. September: Duccio Tessari, italienischer Regisseur (* 1926)
- 07. September: Terence Young, britischer Filmregisseur (* 1915)
- 09. September: Käthe Braun, deutsche Schauspielerin (* 1913)
- 09. September: Patrick O’Neal, US-amerikanischer Schauspieler (* 1927)
- 11. September: Marianne Hold, deutsche Schauspielerin (* 1933)
- 11. September: Jessica Tandy, britische Schauspielerin (* 1909)
- 12. September: Tom Ewell, US-amerikanischer Schauspieler (* 1909)
- 18. September: Enrico Maria Salerno, italienischer Schauspieler (* 1926)
- 20. September: Lina Basquette, US-amerikanische Schauspielerin (* 1907)
- 20. September: Jule Styne, britischer Komponist (* 1905)
- 28. September: Harry Saltzman, US-amerikanischer Produzent (* 1915)

### Oktober bis Dezember
Oktober

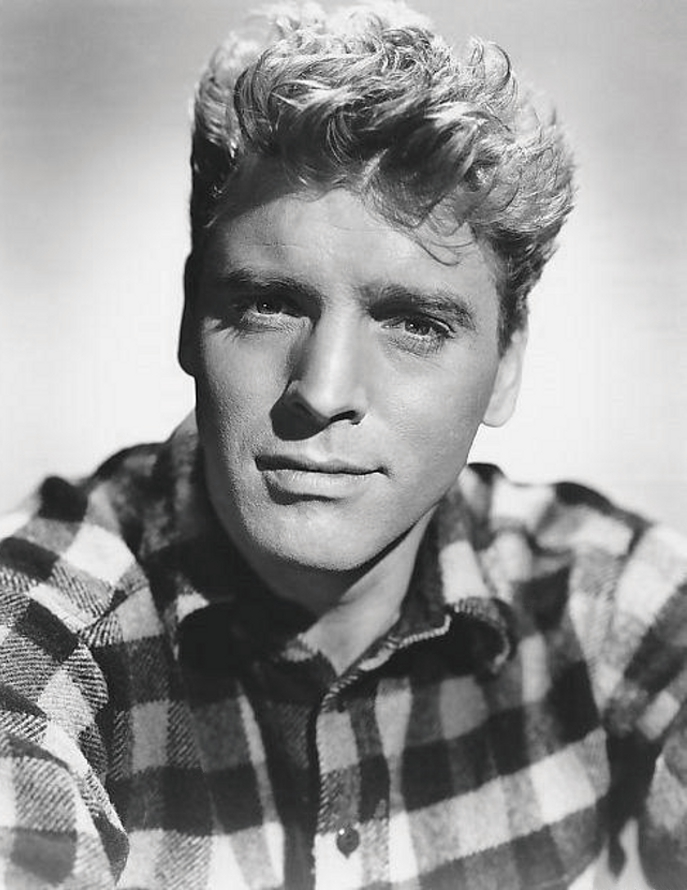
Burt Lancaster († 20. Oktober)

- 03. Oktober: Heinz Rühmann, deutscher Schauspieler (* 1902)
- 03. Oktober: Dub Taylor, US-amerikanischer Schauspieler (* 1905)
- 09. Oktober: Rolf Thiele, österreichischer Regisseur (* 1918)
- 15. Oktober: Jean Dasté, französischer Schauspieler (* 1904)
- 18. Oktober: Eberhard Feik, deutscher Schauspieler (* 1943)
- 19. Oktober: Martha Raye, US-amerikanische Schauspielerin (* 1916)
- 20. Oktober: Sergei Bondartschuk, sowjetischer Schauspieler und Regisseur (* 1920)
- 20. Oktober: Burt Lancaster, US-amerikanischer Filmschauspieler (* 1913)
- 23. Oktober: Tilli Breidenbach, deutsche Schauspielerin (* 1910)
- 23. Oktober: Robert Lansing, US-amerikanischer Schauspieler (* 1928)
- 24. Oktober: Raúl Juliá, US-amerikanischer Schauspieler (* 1940)
- 25. Oktober: Mildred Natwick, US-amerikanische Schauspielerin (* 1905)
- 26. Oktober: Herbert Holba, österreichischer Regisseur und Filmhistoriker (* 1932)
- 28. Oktober: Agnes Fink, deutsche Schauspielerin (* 1919)

November
- 01. November: Noah Beery junior, US-amerikanischer Schauspieler (* 1913)
- 11. November: Dina Gralla, deutsche Schauspielerin (* 1905)
- 14. November: Tom Villard, US-amerikanischer Schauspieler (* 1953)
- 16. November: Marc Brandel, britischer Autor und Produzent (* 1919)
- 19. November: Dedrick Gobert, US-amerikanischer Schauspieler (* 1971)
- 23. November: Irwin Kostal, US-amerikanischer Arrangeur und Komponist (* 1911)
- 30. November: Guy Debord, französischer Autor, Filmemacher, Künstler (* 1931)
- 30. November: Lionel Stander, US-amerikanischer Schauspieler (* 1908)

Dezember
- 05. Dezember: Harry Horner, österreichisch-US-amerikanischer Szenenbildner und Regisseur (* 1910)
- 06. Dezember: Gian Maria Volonté, italienischer Schauspieler (* 1933)
- 07. Dezember: Elga Andersen, deutsche Schauspielerin (* 1935)
- 08. Dezember: Antônio Carlos Jobim, brasilianischer Komponist (* 1927)
- 16. Dezember: Dolly Haas, deutsch-US-amerikanische Schauspielerin (* 1910)
- 18. Dezember: Lilia Skala, US-amerikanische Schauspielerin (* 1896)
- 21. Dezember: Mabel Poulton, britische Schauspielerin (* 1901)
- 24. Dezember: Rossano Brazzi, italienischer Schauspieler (* 1916)
- 24. Dezember: Elisabeth Neumann-Viertel, österreichische Schauspielerin (* 1900)
- 26. Dezember: Sylva Koscina, italienische Schauspielerin (* 1933)
- 29. Dezember: Frank Thring, australischer Film- und Theaterschauspieler. (* 1926)